# Sindicatul Artelor Frumoase
Sindicatul Artelor Frumoase (S.A.F.) a fost înființat la 12 martie 1921, în București, din inițiativa unor artiști, având în fruntea lor pe Arthur Verona, Camil Ressu și Ion Theodorescu Sion.
Sindicatul Artelor Frumoase a publicat revista Pictura și sculptura, „pentru propaganda și cultura artistică”.

## 1921 - Înființare
O dată cu terminarea primului război mondial, Bucureștiul a redevenit centrul vieții artistice, aici s-au polarizat, așa cum a fost și înainte de război, majoritatea sculptorilor și pictorilor din România. Bucureștiul a dat tonul ca și înainte în materie de artă. Prin comparație cu deceniile trecute în care mișcarea artistică a fost dominată de personalități marcante care s-au grupat în Societatea Tinerimea artistică, care era promotoarea de necontestat a artei de valoare, după război a existat o luptă între artiști care s-au scindat în fel și fel de grupări și fracțiuni care aveau diferite aspirații și orientări. Opiniile acestora au fost promovate cu cerbicie de către reprezentanții lor, deseori având conotațiile violente ale unei polemici duse la extrem, fapt nemaiîntâlnit până la acel moment.

Primii conducători ai Sindicatului de arte frumoase din România (1921)
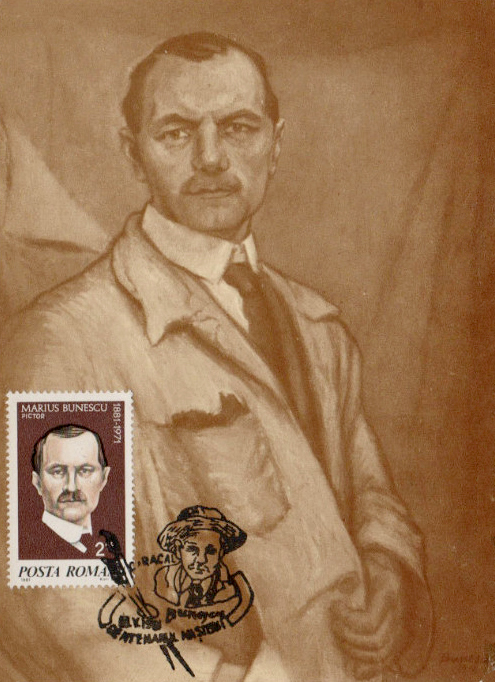
Marius Bunescu - secretar
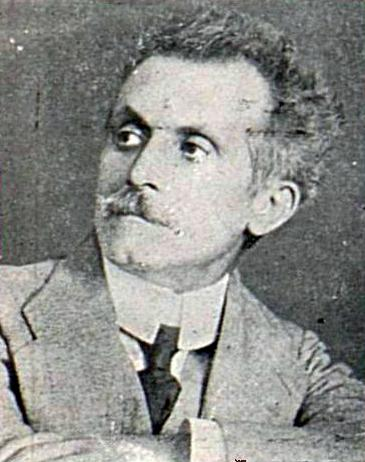
Dimitrie Serafim - vicepreședinte
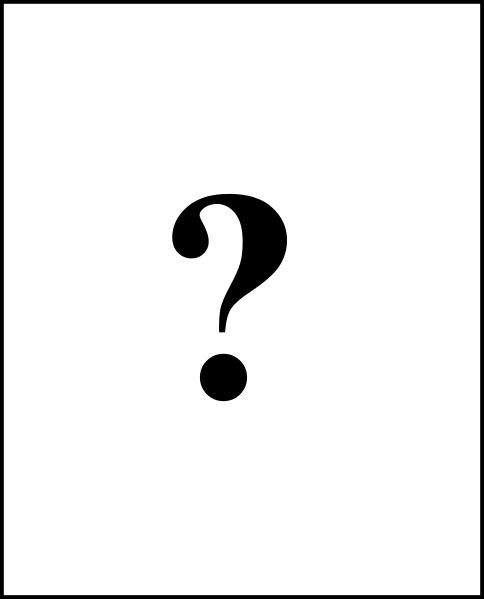
Ion Țincu - vicepreședinte Ajutați Wikipedia și găsiți imaginea
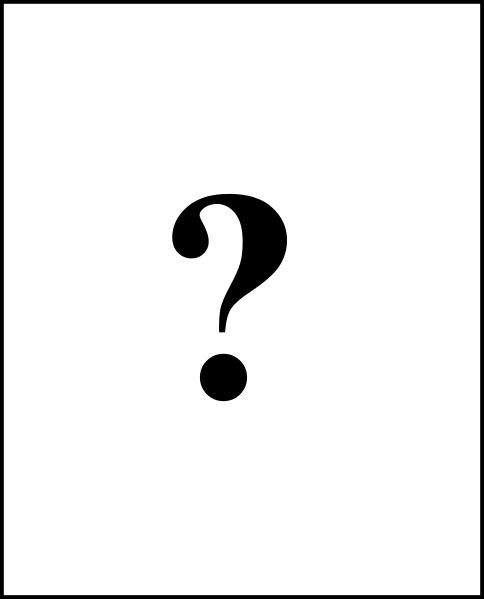
Traian Cornescu - casier Ajutați Wikipedia și găsiți imaginea
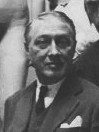
Camil Ressu - președinte

Toată această stare de fapt, a dus la o învrăjbire a artiștilor și la înveninarea atmosferei de colaborare, fără ca dorința de a se grupa într-o asociație să fie alterată. În acele timpuri apăruse ideologia socialistă care a câștigat mulți aderenți, mișcarea sindicală fiind în expansiune. Condițiile social-economice erau unele destul de dure și raporturile artiștilor cu autoritățile au ajuns la o maximă încordare, astfel încât, s-a impus cu necesitate ca ele să fie reglementate printr-o organizație reprezentativă. Dezideratul acesta devenise mai actual ca niciodată. Ca urmare, câțiva artiști cu idei progresiste au luat inițiativa realizării acestei dorințe devenite generală. Ca atare, în ziua de 12 martie 1921, s-a organizat în Sala Esarcu a Ateneului Român, o mare adunare a sculptorilor, pictorilor și graficienilor, care a fost prezidată de Arthur Verona. Scopul principal a fost înființarea Sindicatului artelor frumoase din România. Așa cum a fost definit în statutul de constituire conceput de Camil Ressu și Ion Theodorescu-Sion, scopul era „... Apărarea intereselor morale și materiale ale artiștilor; Strîngerea legăturilor de colegialitate și solidaritate profesională; Ridicarea și menținerea prestigiului și demnității corporațiunei; Îndrumarea profesională a membrilor sindicatului prin crearea de biblioteci tehnice, publicațiuni periodice, conferințe și orice alte mijloace destinate să ducă la atingerea acestui scop; Crearea unei case de ajutor și pensiuni pentru membrii sindicatului;... etc.”

Alți membri ai primului comitet de conducere al Sindicatului de arte frumoase din România
Oscar Han
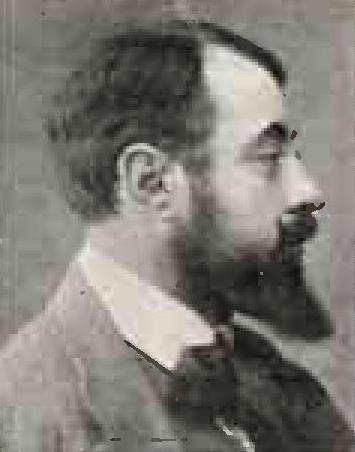
Alexandru Satmari
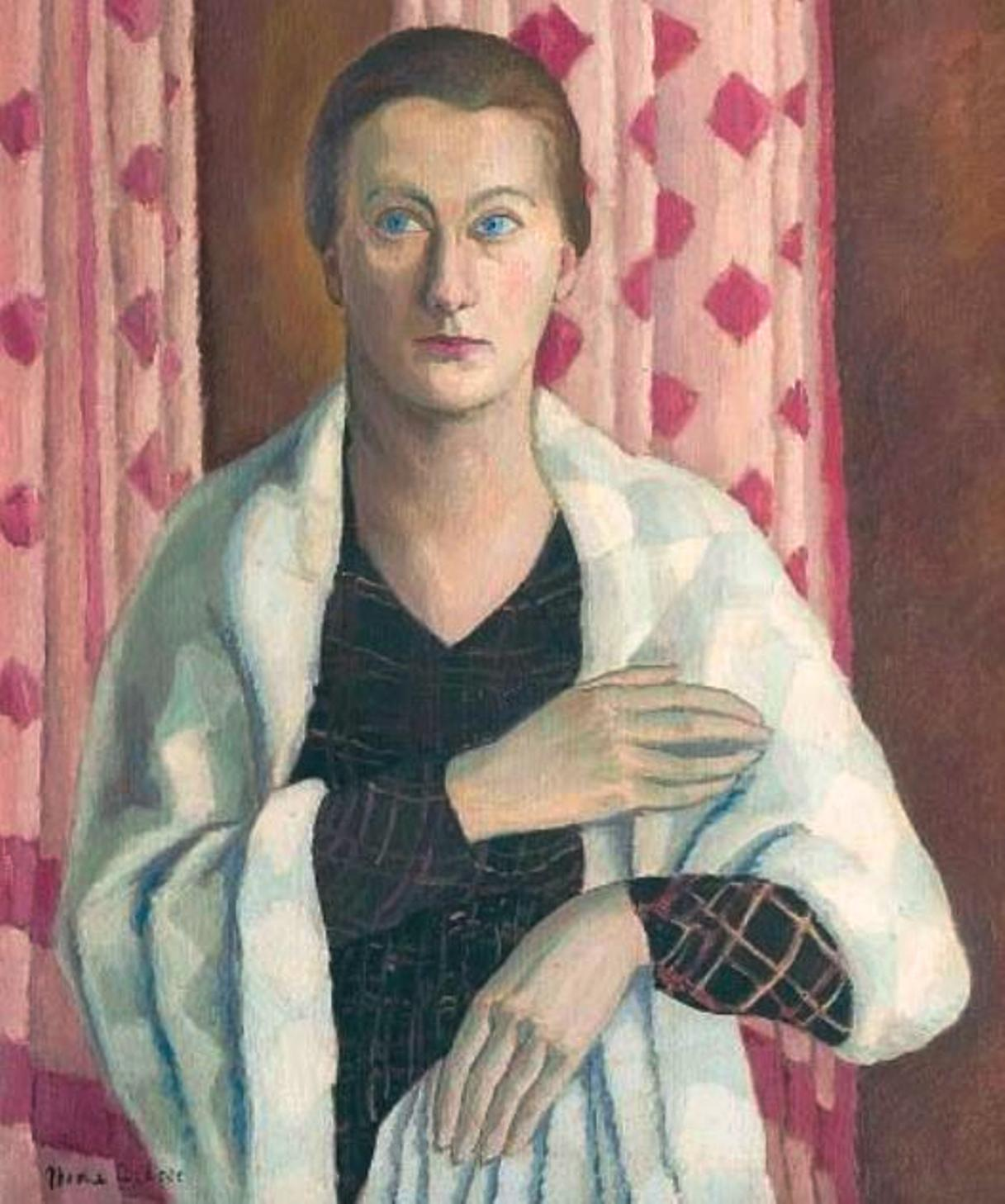
Nina Arbore
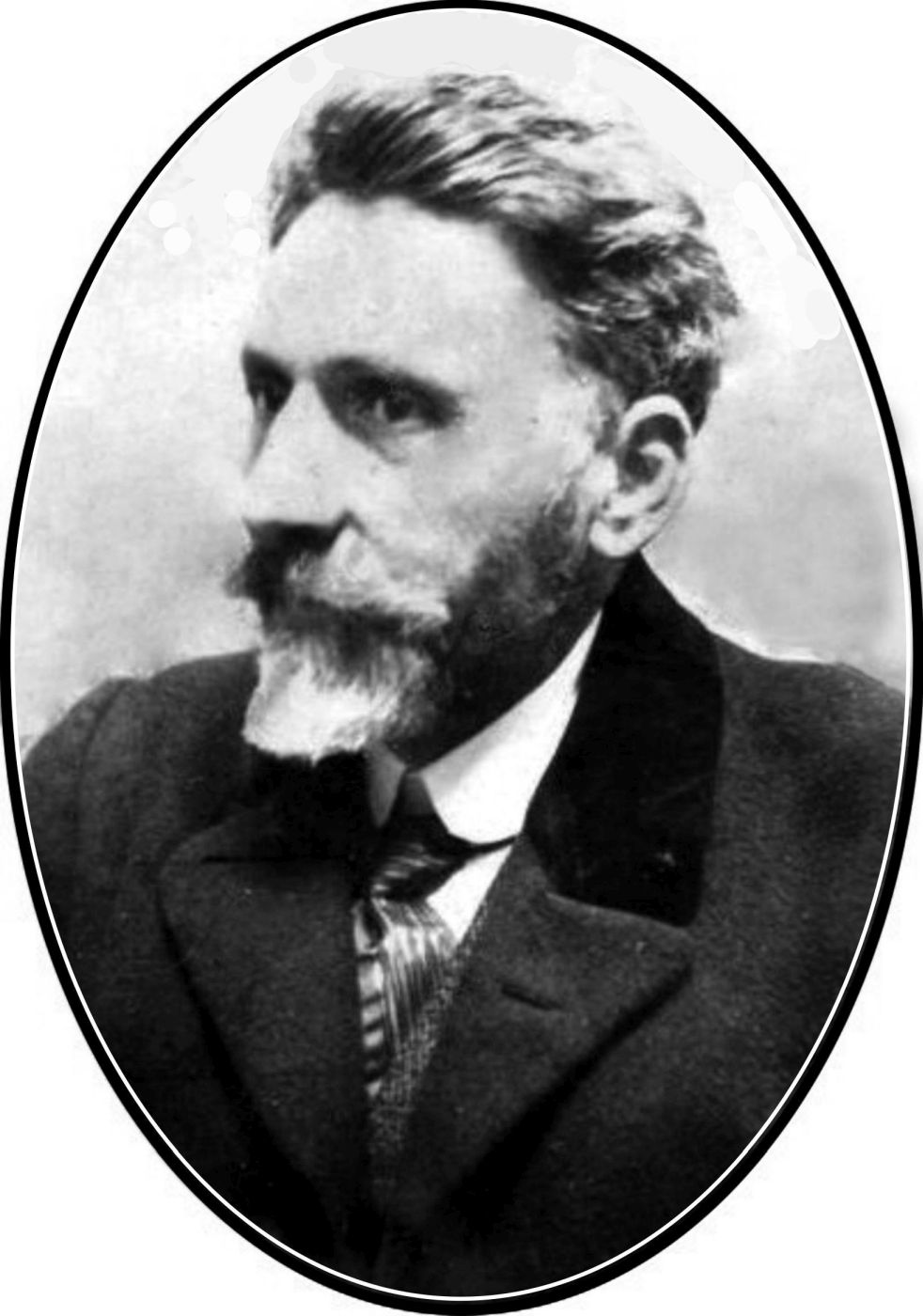
Arthur Verona
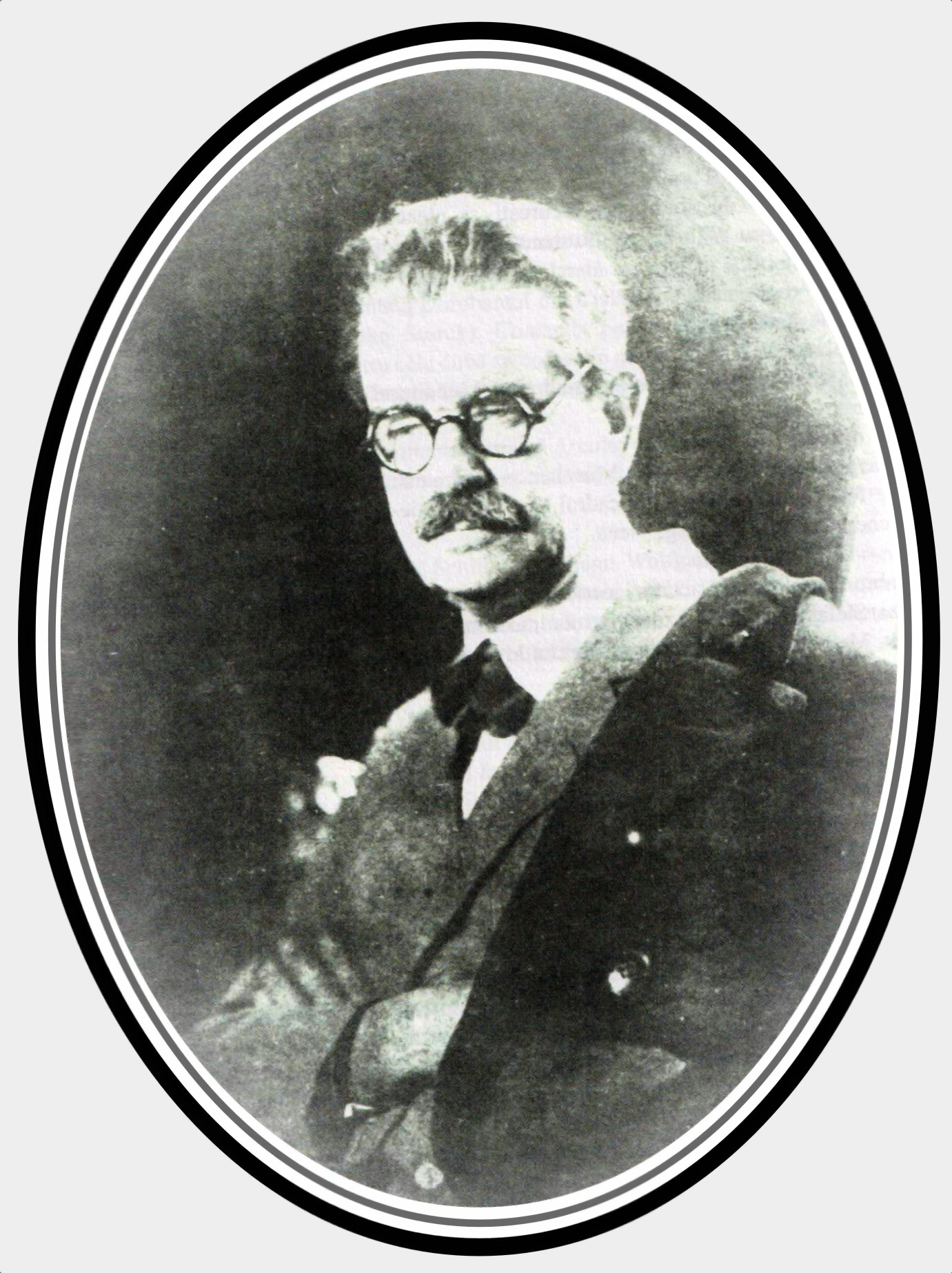
Frederic Storck
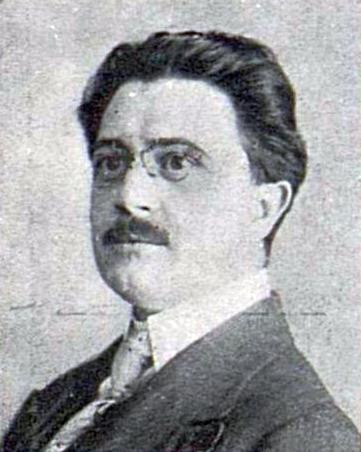
Francisc Șirato
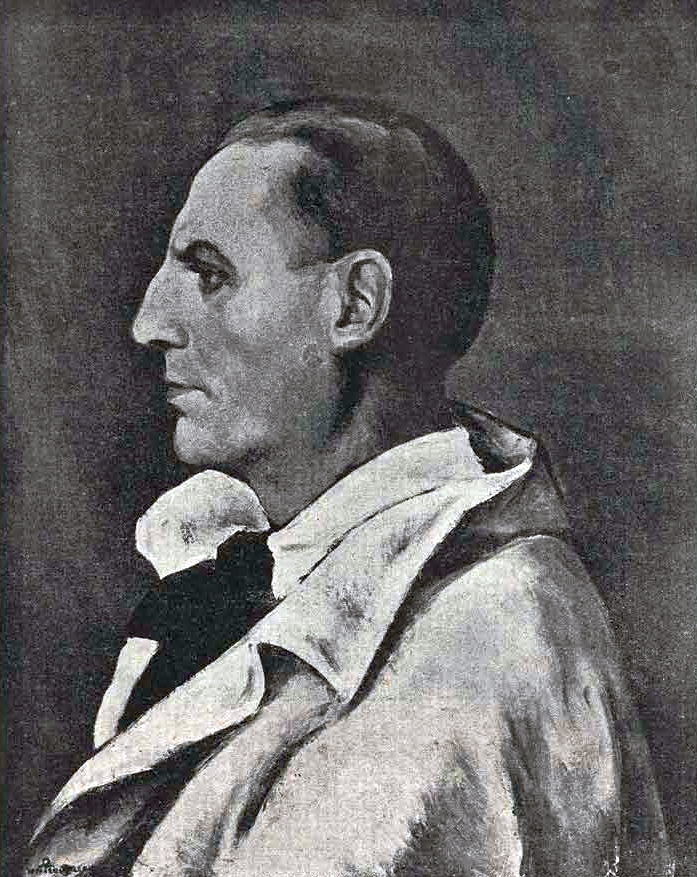
Ion Theodorescu-Sion

A existat și un amendament cerut de majoritatea prezentă, includerea textului „... Chestiuni de politică nu vor face niciodată și sub niciun cuvânt obiectul dezbaterilor sau manifestărilor de orice fel ale sindicatului, comitetelor sau delegațiunilor sale.” Dezbaterile au generat un entuziasm general și ca urmare s-a trecut la alegerea celor unsprezece membri care au format primul comitet de conducere al sindicatului. Cu toate că statutul prevedea alegerea unui comitet pentru doi ani, s-a votat alegerea unuia doar pentru un an. S-au făcut listele de candidați și s-a trecut la vot. Au fost aleși: Arthur Verona, Alexandru Satmari, Traian Cornescu, Marius Bunescu, Camil Ressu, Ion Theodorescu-Sion, Dimitrie Serafim, Oscar Han și Ion Țincu. A rămas să se aleagă la o dată ulterioară încă doi membri în locul celor care au fost în balotaj. S-au ales și cenzorii sindicatului - Ipolit Strâmbulescu, Cornel Medrea și Ștefan Dimitrescu. Tribunalul arbitral a fost format din Jean Alexandru Steriadi, Ion Theodorescu-Sion și Frederic Storck. Cei doi membri ai comitetului de conducere care au fost aleși ca urmare al balotajului, au fost Nina Arbore și Francisc Șirato.
S-au purtat discuții pentru alegerea forului de conducere - președinte, vicepreședinți, secretar și casier, conform articolului nr. 15 din statut. A rezultat Camil Ressu ca președinte, vicepreședinții Dimitrie Serafim și Ion Țincu, Marius Bunescu ca secretar și Traian Cornescu, casier.
Nicolae Tonitza a declarat  în ziarul Avîntul, salutând constituirea Sindicatului, că „... în comitetele alese pînă acum să conducă acest sindicat pe un timp de un an, se găsesc destule elemente vrednice de toată încrederea, eșite prin votul adunării, atît din mijlocul Artei române, cît și din acela al Tinerimii. ... Înfrățirea aceasta, între atîtea energii vrăjmașe pe terenul esteticii... este un gest care merită toată stima, căci introduce în raporturile de la om la om acea demnitate europeană de care se simțea atîta nevoie în mediul artistic românesc”.

## Președinți

### 1921 — 1922 - Camil Ressu

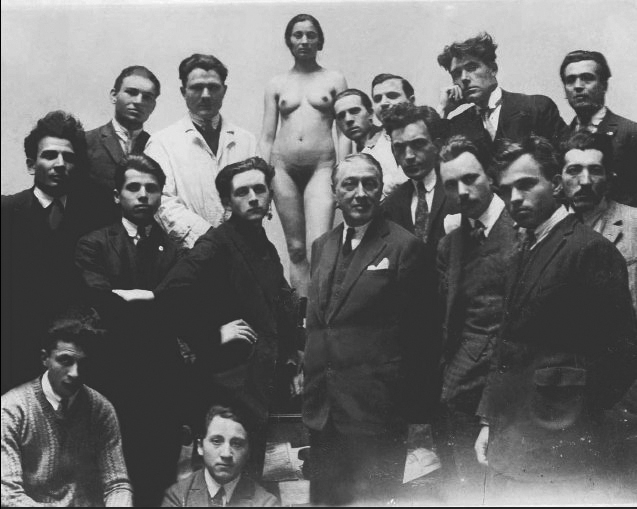
Camil Ressu și studenții săi (1927)

Comitetul ales încă din primul moment, pe lângă îndeplinirea sarcinilor statutare, s-a concentrat pe acțiuni menite de a spori numărul de membri ai Sindicatului prin atragerea lor în organizație, atât în București, cât mai ales din România. În același timp s-a preocupat în a crea un statut juridic corespunzător S.A.F. (Sindicatul Artelor Frumoase) în vederea creării unei baze legale pe care să se bazeze toate acțiunile viitoare. Cea mai importantă preocupare pentru toamna anului 1921 a fost, participarea Sindicatului la Congresul general al artiștilor care era patronat în acel moment de către Octavian Goga, ministru artelor. Cu această ocazie Sindicatul și-a propus ca delegații săi să susțină în mod oficial rostul, menirea și importanța organizației nou înființate în contextul artelor plastice din România. Delegații Sindicatului au fost Camil Ressu, Arthur Verona, George Demetrescu Mirea, Oscar Spaethe, Teodorescu-Sion, Marius Bunescu, Oscar Han, Dimitrie Serafim, Nicolae Teișanu, Dimitrie Paciurea, Costin Petrescu, Cornel Medrea, Alexandru Satmari, Gheorghe Petrașcu, Nicolae Dărăscu, Traian Cornescu, Ștefan Popescu, Ipolit Strâmbulescu, Frederic Storck, Theodor Pallady și Gabriel Popescu. Afirmațiile lui Petre Oprea au susținere documentară prin adresa comitetului SAF către Ministerul artelor din 28 iunie 1928, prin care acesta solicită ca pe ordinea de zi a congresului, din acel an, să apară și următoarele puncte de discuții:

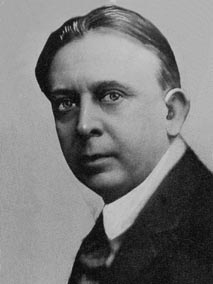
Octavian Goga

1. apărarea intereselor morale și materiale a profesiunii noastre;
2. garantarea legală a drepturilor de proprietate artistică și extinderea asupra succesorilor;
3. crearea unei case de ajutor și pensiuni în beneficiul artiștilor pictori și sculptori;
4. crearea unui local de expoziții;
5. conlucrarea tuturor elementelor artistice din țările alipite pentru a ajunge la legăturile de solidaritate a tuturor artiștilor prin aderarea la sindicatul nostru central și la toate asociațiile noastre artistice.[6][8]

Ca urmare, au apărut articole de presă scrise de câțiva cronicari de artă, gazetari și de către unii pictori. Cel mai entuziast dintre aceștia a fost Nicolae Tonitza care a cerut printr-o scrisoare adresata lui Marius Bunescu în 26 noiembrie 1921, aflat în poziția de secretar al SAF, ca „... să-mi dai tu, din cînd în cînd temele de dezvoltat în favoarea sindicatului și pe care eu le-aș ignora din bîrlogul meu de aici [Vălenii de Munte, n.a.]... căci țin cu toată inima să dau și eu un concurs efectiv sindicatului nostru.” Chiar dacă pregătirile SAF pentru congres au fost importante, congresul a fost amânat, fapt care a dus la discuții aprinse cu privire la poziția organizației vis-a-vis de autorități. Acestea au fost influențate și de cunoașterea cvasiunanimă a opiniilor lui Octavian Goga, care nu dorea ținerea congresului, el fiind convins că desfășurarea lui va da naștere la atitudini revendicative și net ostile oficialității. Toate aceste realității, ce nu puteau fi negate, au determinat o scădere a coeziunii dintre membrii organizației, toate discuțiile purtându-se într-o atmosferă plină de venin și suspiciuni. Camil Ressu era cunoscut ca o persoană irascibilă și autoritară, I. Țincu avea îngustimi academiste retrograde și Theodorescu-Sion era un veșnic opoziționist cu veleități manageriale.
În mandatul lui Camil Ressu, 1921-1922, Sindicatul a înregistrat un singur succes prin obținerea din partea Ministerului artelor a unei subvenții pentru închirierea unei săli de expoziții aflată în clădirea de pe strada Corăbiei nr. 6.

### 1923 — 1927 - Marius Bunescu
În primăvara anului 1922 a avut loc alegerea unui nou comitet de conducere ca urmare a demisiei lui Camil Ressu cu câteva luni înainte. Acesta era nemulțumit de opiniile potrivnice pe care le aveau colegii lui din comitet. A fost ales Marius Bunescu care datorită unei firi mai ponderate reușise să concilieze unele antagonisme apărute până în acel moment între membrii comitetului. Secretar a fost numit Corneliu Michăilescu. Însă, în continuare SAFul a fost măcinat de șicanele făcute de Ion Theodorescu-Sion care afișa mereu o poziție opoziționistă din cauza nemulțumirilor pe care le avea cu privire la rolul, oarecum marginal, pe care-l avea în cadrul noului comitet. Din această cauză, la un moment dat, Bunescu a ajuns într-o stare de disperare și și-a dat demisia. Cu demisia pe masă, comitetul SAF întrunit în data de 30 mai 1922 a respins cererea în unanimitate.
Spiritele s-au mai domolit și ca urmare Ministerul artelor care subvenționase plata chiriei sălii de expoziții din Strada Corăbiei nr. 6 cu suma de 50,000 lei, a promis că va prelungi subvenția pentru anii care urmau. Faptul a devenit realitate însă suma alocată a fost doar de 10,000 lei. Ca supliment, oficialitatea a promis alocarea unei sume de 280,000 lei „... ca un fond de ajutorare și împrumuturi în cazuri grave”. În plus de toate acestea, s-a promis stabilirea unei sume care era dislocată direct din bugetul statului, ca o subvenție, pentru fondul de pensii al artiștilor.
Sindicatul a reușit în această perioadă să distribuie membrilor, la prețuri mici, materiale pentru sculptură și pictură de proveniență externă. Organizația nu a uitat și de latura propagandistică, care urmărea influențarea presei pentru a stârni interesul autorităților în vederea susținerii SAF. Mesajele date de Tonitza în acest sens sunt edificatoare „... trebuie să facem pe toată lumea să înțeleagă, prin orice mijloace, că arta este, pentru a întrebuința expresia epocii, un articol de primă necesitate și că artistul e un element util, de care societatea nu se poate dispensa decît cu riscul de a renunța la satisfacțiile sufletești înalte, care, singurele, dovedesc diversele grade de civilizație în istoria noroadelor și le determină”.
Sindicatul a dorit pentru membrii săi o creștere a condițiilor de trai și de desfășurare a activității. Astfel, a derulat campanii de propagandă în acest sens și a emis un manifest-apel către arhitecți prin care cerea ca la construirea clădirilor din principalele centre artistice din țară „... să se prevadă cîte un atelier cu locuință fie și la mansarde”. Acțiunea nu a avut niciun succes notabil, ba mai mult a atras atenția publicului asupra greutăților întâmpinate de către artiști în viața de zi cu zi. În paralel cu acestă campanie, SAF-ul a prezentat în presă dorința artiștilor de a se crea un palat al artelor. Au apărut ca urmare discuții pasionale, totul fiind mediatizat de către cronicari, aceștia făcând corp comun cu acest ideal și al importanței lui prin construirea în cadrul acestui proiect de ateliere, săli de spectacole, bibliotecă, săli de expoziții etc. Deoarece ministrul artelor din acei ani a declarat un interes oficial cu privire la proiectul propus, activitatea biroului de conducere al SAF-ului a dovedit o preocupare asiduă pentru găsirea de fonduri care să ajute la construirea edificiului. Arthur Verona, Ștefan Popescu și Jean Alexandru Steriadi s-au prezentat la o audiență programată cu ministrul artelor, având cu ei propuneri detaliate în acest sens. S-a obținut o promisiune de alocare a unui milion de lei de către minister pentru construirea unui local de expoziții. O facilitate în plus a venit și din partea Primăriei Bucureștiului care a fost dispusă de a da un teren cu titlu gratuit pentru clădire.

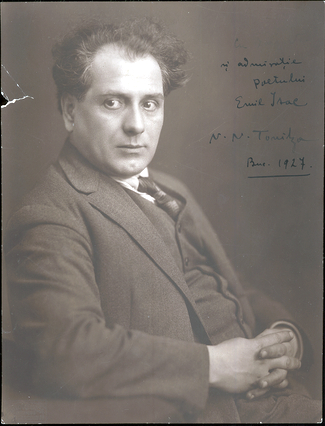
Nicolae Tonitza

Dezideratul pentru care s-au zbătut era însă un proiect care trebuia să se desfășoare în viitor. Sindicatul era în anul 1923 în stadiul de consolidare în ce privește structura sa teritorială, atât administrativă cât și referitor la creșterea numărului de membri înscriși. În Ardeal au aderat Alexandru Ziffer, Noemi Ferencz, Ernő Tibor, din Baia Mare și Andrei Litterska din Satu Mare, conducător al pictorilor adunați în tabăra de la Baia Sprie. S-au făcut negocieri pentru atragerea artiștilor de la Clubul artistic din Cluj, precum și a celor adunați în jurul Coloniei de la Baia Mare. János Thorma, ca reprezentant al celor din urmă, a solicitat ca înscrierea să nu se facă nominal, ci a întregii colonii în bloc „... ca ființă aparte, însă solidarizându-se cu întregul sindicat”. Sindicatul SAF fiind interesat în acapararea acestora în organizație, a aprovizionat masiv Colonia de la Baia Mare cu materiale de sculptură și pictură ca pe proprii membri.
În anul 1924 biroul de conducere s-a împrospătat cu alegerea unor alți membri, însă factorii de decizie au rămas aceiași. Aceștia au convins Ministerul artelor să redeschidă Salonul oficial cu alocarea de premii naționale și să fundamenteze un fond de achiziții. Juriul Salonului oficial a avut de acum în componența lui reprezentanți ai SAF. În ianuarie 1924, s-a lansat un apel național în vederea obținerii de donații financiare care urmau să fie folosite pentru ridicarea Casei artelor. Ca urmare, s-au făcut demersurile deschiderii unei expoziții cu exponate donate obligatoriu de către membrii sindicatului, care să se vândă printr-o loterie. Au existat și intenții pentru tipărirea de cărți poștale cu lucrările cele mai valoroase făcute de membrii de sindicat. Acestea, numite „cărămizi”, trebuiau să se vândă prin librării.
În 1925, președintele SAF a cerut o audiență la Ministrul artelor și a făcut un protest publicat în presă în numele SAF, prin care cerea anularea licitației prin care se dorea vânzarea lucrărilor din colecția lui Alexandru Bogdan-Pitești, deoarece ea se deșfășura în opinia sindicatului în mod ilegal și conspiraționist, prin împiedicarea participării directorilor de la Muzeul Simu și a celor de la Pinacotecă ca reprezentanți ai statului. SAF a solicitat crearea unui fond de achiziții special care să fie folosit pentru cumpărarea celor mai bune lucrări realizate de Ștefan Luchian care existau în colecție. Lucrările care ar fi fost cumpărate urmau să fie repartizate muzeelor din România. Toate demersurile au rămas în stadiul de proiect, cu toate că s-au asociat SAF-ului și câțiva oameni de cultură care și-au exprimat susținerea în articolele de presă.
Preocuparea de bază a SAF a rămas însă, obținerea de fonduri pentru proiectul Casa artelor. În adunarea generală din 22 ianuarie 1925 s-au purtat discuții în acest sens. „Cărămizile” au fost tipărite, lansarea lor a fost stabilită pentru 5 februarie 1925. La acea dată trebuia să înceapă o serie de șase conferințe despre artă, ținute de Fundația Carol I. Evenimentele aveau susținere de marcă prin participarea lui Nicolae Iorga, Oscar Walter Cisek, Constantin Banu, Ștefan I. Nenițescu, Alexandru Tzigara-Samurcaș etc. Subiectele erau - Despre peisaj și pitoresc, Câteva probleme de spațiu în artă, Preocupările artistice de azi etc.

Alexandru Constantinescu în perioada mandatului de ministru de interne 1916-1918

Proiectul pentru realizarea Casei artelor a fost în percepția celor mai mulți artiști de atunci un fapt împlinit, urma ca să devină realitate în scurt timp. Totul se baza pe unele considerente unanim acceptate tocmai prin arondarea lui unei fundații regale și prin constituirea unui comitet care să administreze fondurile, din care făceau parte și personalități marcante ale acelei vremi, unii miniștri și primarul Bucureștiului. După cum a arătat trecerea timpului, totul a fost o manevră politică a autorităților. Singurul lucru concret obținut în 1926, a fost alocarea cu titlu gratuit a 20 de locuri de odihnă pentru sindicaliștii SAF la Castelul Brâncoveanu din Sâmbăta de Sus. Amenajarea spațiilor s-a făcut într-un cămin la ordinul ministrului Alexandru Constantinescu. Tot Constantinescu s-a oferit să doneze din terenurile gestionate de minister 50 de parcele de pământ aflate în comuna Băneasa „... pentru construcția de case cu care artiștii împovărați vor fi împroprietăriți”. Situația a intrat în litigiu mai mulți ani, din cauză că ministrul a decedat la scurt timp după ce a făcut oferta.
În aceeași situație plină de ambiguitate se afla și alocarea de către Ministerul Artelor a fondului de ajutorare promis în anul 1923 pentru artiștii care au vrut să se constituie într-o societate artistică, care s-a dovedit a fi obedientă autorităților. Chiar și în acest caz, SAF s-a erijat în singura organizație care avea dreptul să revendice oferta și a făcut demersuri în acest sens, dar fără niciun rezultat.
În luna mai 1926 s-au făcut noi alegeri pentru alegerea președintelui și comitetului de conducere. Noua echipă, primenită cu câteva nume noi, păstrând însă componența vechiului birou, trebuia să conducă destinele sindicatului pentru o perioadă de doi ani, în perioada 1926-1928. Ca urmare, organizația și-a continuat și mai intens acțiunile pe care le-a inițiat în anii precedenți. Un aport substanțial l-a avut Aurel Ciupe, care a coagulat interesele majorității artiștilor din Târgu Mureș, atrăgându-i în sindicat. Sunt însă de menționat și tratativele pe care le-a făcut SAF pe lângă primăria din Mangalia pentru obținerea unui teren cu titlu gratuit, pe care organizația dorea să construiască o casă de odihnă. Diligențele s-au făcut rapid și SAF a primit un teren de 2000 mp pe Bulevardul Anton Pann, autentificat de judecătoria din Mangalia în 24 august 1926. Tranzacția s-a realizat cu succes ca o simplă formalitate însă ce a făcut SAF-ul în continuare nu se mai știe, cert este că Petre Oprea a identificat o copie după un plan al parcelei în cauză, întocmit în anul 1927.
La finele anului 1926 a apărut un scandal de presă lansat de negustorul de artă Tacorian în revista Rampa, prin care acesta afirma că "trei artiști de vază" falsificau lucrări realizate de Nicolae Grigorescu. Printre cei trei erau unii membri ai comitetului de conducere al SAF. În calitate de președinte, Bunescu a publicat un articol prin care l-a somat pe Tacorian să facă publice numele celor în cauză, în caz contrar urmând a fi chemat în justiție. Urmarea a fost că nici Tacorian nu a spus nimic și nici sindicatul nu i-a intentat proces. Clevetirile au continuat mai mult timp, discuțiile purtându-se și în jurul operei lui Gheorghe Petrașcu
În anul 1927 acțiunile sindicatului au înregistrat o serie de eșecuri. Inițiativa cărților poștale ( „cărămizi” ) și tombolele organizate pentru vânzarea de tablouri nu au dat rezultatele scontante. Acordarea fondurilor de către Ministerul Artelor pentru proiectul de construire a Casei artelor nu s-a realizat și cei 280.000 lei, dați lui Ipolit Strâmbulescu în 1923, pentru ajutorarea artiștilor care s-au coagulat într-o societate artistică nu s-au repartizat printr-o tărăgănare inadmisibilă. Din aceste motive, sindicatul a apelat tot la membrii săi pentru a acoperi pagubele produse de incendiul apărut la sălile de expoziții Mozart unde au fost mistuite de flăcări lucrările expozanților George Catargi, Nicolae Vermont și a soților Manea ( Grigore și Maria Manea (?), n. r). SAF-ul le-a solicitat membrilor săi să doneze câte o lucrare pentru ca prin vânzarea lor să se acopere "pagubele sinistraților". În ce-l privește pe Vermont, acesta și-a asigurat expoziția pentru suma de 1.500.000 lei. Într-o scrisoare aflată astăzi în arhiva lui Petre Oprea, trimisă de Ștefan Popescu lui Ipolit Strâmbulescu din 26 aprilie 1930, acesta spune „... dă banii sindicatului, nu mai facem Societatea amicii artelor. E prea mare criza și ar fi un fiasco. În plus cu ei sindicatul poate veni în ajutorul colegilor nevoiași”.
La capitolul acțiuni nerezolvate a rămas și demersul făcut pe lângă minister cu privire la reducerile ce se doreau a fi acordate artiștilor la călătoriile pe calea ferată. Nerezolvată a rămas și doleanța SAF-ului cu privire la acordarea de către minister a unor despăgubiri de război artiștilor plastici. Ca urmare a tuturor acestor motive, membrii de sindicat au considerat că biroul de conducere era depășit de probleme și astfel au ajuns la concluzia că la noile alegeri ceva trebuia schimbat radical. Numărul membrilor de sindicat a înregistrat o creștere semnificativă, dar și numărul nemulțumiților a crescut într-un mod similar. Printre nemulțumiți erau mai ales cei care nu au reușit să fie repartizați la locurile de odihnă în Căminul Sâmbăta de Sus și cei care sperau să primească ajutoare financiare. Au apărut fel și fel de învinuiri reciproce în cadrul biroului de conducere, nu exista o unitate de vederi cu privire la drumul de urmat de către sindicat. Ca urmare disensiunile au paralizat orice acțiune a biroului, demisiile și revenirile erau la ordinea zilei, Bunescu era învinuit de administrarea fondurilor în mod clientelar și în folosul lui propriu. Rezultatul acestor scandaluri s-a concretizat cum era și normal prin demisia lui Marius Bunescu de la conducerea organizației.

### 1928 — 1930 - Costin Petrescu

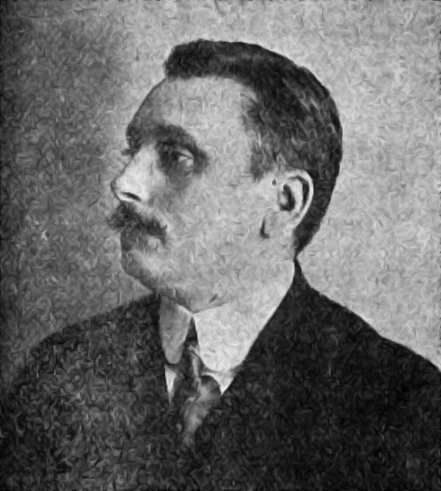
pictorul Costin Petrescu

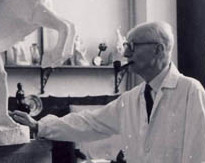
Ion Jalea

Ca urmare a demisiei lui Marius Bunescu, funcția de președinte al SAF a fost preluată de sculptorul Ion Jalea. Cu toate acestea, vrajba dintre membrii biroului de conducere a continuat cu o și mai mare intensitate. Ea era favorizată de intrigile și presiunile artiștilor care au format coterii al căror scop era accederea în comitetul de conducere al organizației. În consecință, scopul lor era compromiterea unor membri ai biroului precum și inducerea unei stări de lehamite de a mai fi aleși, a altora. Alegerile generale care s-au făcut în iunie 1928 au dat câștig de cauză nemulțumiților și comitetul de conducere era format din persoane care aparțineau tuturor coteriilor.
Sindicatul s-a confruntat cu tendințele centrifuge inoculate de noii membrii în toate măsurile care ar fi trebuit a fi luate de organizație pentru acțiunile viitoare și de menținerea prestigiului de care încă se mai bucura. Au existat campanii de denigrare a vechii conduceri cu acuzații de delapidarea fondurilor financiare în acea perioadă a marii crize economice, fapt care a făcut ca sindicatul să-și irosească forțele în lupte interne sterile. Efectul a fost că o mulțime de artiști au părăsit sindicatul și i-a făcut să-și irosească și ei forțele în speranța constituirii unei asociații de elită pe care au numit-o Societatea amicilor artelor. De aceea, activitatea comitetului SAF a fost timp de doi ca și inexistentă. Sporadic au avut loc demisii și noi cooptări de persoane în comitet, însă „... aceștia în loc să facă parte dintre membrii cu suprafață artistică și socială, de fiecare dată, așa cum afirma un gazetar „aleșii accentuează caracteristica alegătorilor. Sînt adică mai nechemați chiar decît alegătorii””.
În perioada 1928 - 1930, destinele sindicatului au fost conduse de fapt de Costin Petrescu - președinte, C. Vlădescu și Cecilia Cuțescu-Storck - vicepreședinți și Ion Iordănescu - secretar. Cei din urmă și-au păstrat funcțiile în permanență.

### 1931 — 1934 - Ioan Iordănescu

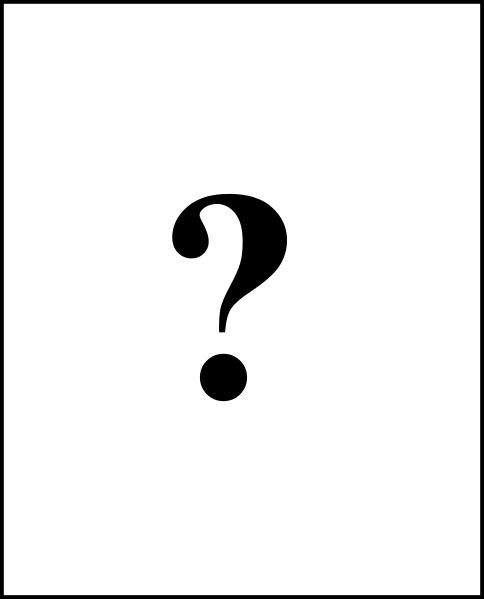
Ion Iordănescu
Ajutați Wikipedia
și găsiți imaginea

În luna martie 1931 s-au organizat noi alegeri generale. Conducerea aleasă a fost formată din Ion Iordănescu, Marin Haralambie Georgescu și Honoriu Crețulescu. Aceștia au înlocuit pe toți membrii cei mai valoroși ai vechiului comitet și au instituit conducerea pompierismului academic. Sub autoritatea lui Iordănescu, toți fiind mari antreprenori artistici, au trecut instantaneu la acțiuni pentru a-și întări poziția  câștigată prin alegeri. Afișând inițial o solidaritate absolută, au trecut la câteva acțiuni de marketing. Așa a fost scoaterea unui buletin lunar gratuit și achiziționarea unei case la Balcic care urma să fie amenajată ca o casă de odihnă pentru membrii sindicatului. În paralel au declanșat o campanie de denigrare a vechiului comitet scoțând din circulație comercială, ca inutilizabile, mii de „cărămizi” (cărți poștale) sub motivul că nu au fost realizate la înălțimea conceptelor adevăratei arte. În ziua de 28 mai 1931, Marius Bunescu și George Chirovici au fost chemați la o ședință în care li s-a imputat faptul că au delapidat fondurile sindicatului. Așa cum s-a specificat în procesul verbal al ședinței, toate neregulile constatate trebuiau să aibă ca rezultat o acțiune în justiție împotriva acestora. Disputa s-a rezolvat însă un an mai târziu la ședința sindicatului din 13 februarie 1932 sub motivul că SAF „... este preocupat de alte chestiuni mult mai importante decât procese și obținerea unor mici sume de bani prin forța portăreilor”.
La 1 iulie 1931 a fost inaugat căminul de la Balcic achiziționat pe strada Ion Ghica nr. 10. Clădirea avea parter și etaj unde erau amenajate opt dormitoare. Perioada anuală de funcționare era stabilită între 15 iunie și 15 septembrie în cadrul a trei serii. Artiștii aveau obligația ca în contrapartidă să doneze o lucrare ce urma a fi vândută, în schimbul unei cazări gratuite. În anii următori, căminul a fost folosit și în perioada iernii.
Comitetul a organizat o campanie pentru organizarea de expoziții în care să fie prezente lucrări donate de artiști. Veniturile obținute prin vânzarea acestora trebuiau să fie folosite pentru întreținerea artiștilor care erau desemnați a locui la Balcic pe timpul verii. Prima expoziție de acest fel a fost organizată la București în 30 aprilie 1932 cu 190 de lucrări. Nivelul artistic al exponatelor era însă unul destul de precar cu toate că au fost prezenți mai toți marii artiști români în viață. Petre Oprea a comentat acest aspect opinând că aceștia au trimis la acest eveniment expozițional numai lucrări nereprezentative pentru opera lor. Tablourile care au rămas nevândute au făcut obiectul unei noi expoziții organizate la Ploiești unde s-au vândut aproape toate. Întregul proiect s-a bucurat astfel de un real succes de casă, deoarece cu banii încasați s-au putut achita nu numai necesitățile artiștilor de la Balcic, ci și a celor de la căminul de odihnă de la Sâmbăta de Sus, precum și a celor care au locuit în casa donată de Dimitrie Belizarie din Domnești, județul Muscel.
Biroul de conducere al SAF a încercat să determine primăria din Balcic să acorde pentru artiști, scriitori, arhitecți, muzicieni etc., prin împroprietărire, parcele de teren intravilan. Însă proiectul de lege care a fost supus la vot în Camera Parlamentului României nu a fost bine primit de către artiști, aceștia considerând clauzele juridice ca fiindu-le nesatisfăcătoare. În acest timp, unii membri ai biroului au început să-și tragă foloasele funcțiilor pe care le dețineau. George Dimitriu a fost primul care a încercat să-și însușească unele sume de bani. A urmat o anchetă ale cărei acte au fost publicate în Buletinul sindicatului, precum și demisia lui Dimitriu din conducerea sindicatului. Acum au ieșit la iveală veleitățile membrilor din comitet urmate de nenumărate animozități rezolvate prin demisii. Cum Ion Iordănescu era un fel de șef suprem care dorea să fie ascultat, el a urmărit să-și atragă în jurul lui, în birou, persoane utile și obediente. Astfel, după decesul  lui I. Țincu, demisia lui Marin Haralambie Georgescu și excluderea lui Dimitriu, au intrat în biroul de conducere Ion Dimitriu-Bârlad, M. Panait și Dimitrie Belizarie.
Ion Iordănescu a mai rezistat încă doi ani în funcția de președinte al organizației. Conducerea lui oligarhică s-a sfârșit fiind forțat să-și părăsească poziția din cauză că a fost dat în judecată de către propriul birou pentru abuzuri efectuate în gestionarea fondurilor financiare. La momentul ieșirii din scenă a lui Iordănescu, sindicatul a ajuns aproape în pragul desființării. Asta nu din cauza vrajbei dintre membrii biroului, care desfășuraseră, până la urmă, o activitate obștească, ba chiar reușiseră să atragă unele fonduri de la stat, ci ca urmare a activității subversive efectuate de către nou înființata Asociație a pictorilor și sculptorilor români, care era condusă de pictorul Ștefan Popescu. Acesta și-a atras în jurul lui pe cei mai valoroși artiști din România - pe Iosif Iser, Gheorghe Petrașcu, Frederic Storck, Vasile Popescu etc., precum și pe unii transfugi din SAF. Toți sub conducerea lui Popescu au luptat pentru desființarea Sindicatului Artelor Frumoase, prin denigrarea în fața oficialităților a tuturor acțiunilor SAF. Asociația pictorilor și sculptorilor români condusă de Popescu se dorea ca reprezentanta de drept și adevărată a artiștilor din România.

### 1934 — 1936 - Dumitru Pavelescu-Dimo

Dumitru Pavelescu-Dimo

## Epurările legionare
În 1940, Leon Alexandru Biju a solicitat înlocuirea conducerii sindicatului cu un reprezentant legionar. La 12 octombrie 1940, Sindicatul Artelor Frumoase i-a exclus pe pictorii și sculptorii evrei și pe cei căsătoriți cu evrei. Din acest motiv, o serie de artiști consacrați, între care Samuel Mützner, Iosif Iser, Mina Byck Wepper, Margareta Sterian, M. H. Maxy, care au fost excluși din Sindicatul Artelor Frumoase, s-au aflat imposibilitatea de a mai expune. După căderea regimului legionar, sindicatul a fost dizolvat.
La 12 decembrie 1940, Oscar Han i se plângea ministrului Artelor: "Subsemnatul n-a fost niciodată mason și n-a vizitat niciodată, nici în mod cu totul particular, vreo lojă masonică din țară sau străinătate. Totuși, dl. Dumitru Anastasescu, sculptor, și-a permis să susțină într-un grup de legionari că subsemnatul este mason". În consecință, Oscar Han a demisionat din Comisia interimară a Sindicatului Artelor Frumoase.

## Reînființarea SAF
Imediat după 1944, Sindicatul Artelor Frumoase a fost reînființat de M. H. Maxy. După datele celui care se afla în fruntea lui, în 1945 sindicatul avea 700 de membri.

## Epurările comuniste
La 27 noiembrie 1944, sub motivul „epurării elementelor fasciste” și a „colaboratorilor” regimului antonescian, Ministerul Artelor a solicitat Sindicatului Artelor Frumoase să numească o comisie alcătuită din cel puțin trei persoane care să pună în aplicare principiile de epurare a acestei instituții. Sub semnătura lui Camil Ressu, în comisie au fost numiți Corneliu Medrea, Nicolae Dărăscu, George Talaz, M. H. Maxy și Lucian Grigorescu. În numele acestei comisii, la 4 ianuarie 1945, M. H. Maxy a făcut cunoscută autorităților lista artiștilor plastici propuși pentru epurare. Într-o primă serie au fost epurați și anchetați 39 de pictori, gravori și sculptori, între care Nicolae Brana, Oscar Han, Vladimir Frimu, Puiu Anastasescu, Dan Ialomițeanu, Nicolae Stoica, Horia Igiroșanu, Eugen Ispir, Mac Constantinescu, Ștefan Băeșan, Lucia Dem. Bălăcescu, Gustav Müller, Milița Petrașcu, Hans Eder, Paul Miracovici, Ion Vlasiu și mulți alții.
Comisia de epurație condusă de M. H. Maxy a întocmit aceste liste într-o grabă și cu o confuzie evidentă, înscriind și artiști care nu au făcut parte niciodată din asociațiile artiștilor plastici (de exemplu Ștefan Dimitrie), sau chiar propunând excluderea unor artiști decedați (cazul lui Ștefan Dumitrescu, decedat din 1933).
După ce „elanul” epurărilor s-a mai liniștit și la Ministerul Artelor a fost numit Ion Popa, la 29 ianuarie 1947 Comisia de Epurare a Sindicatului Artelor Frumoase, în frunte cu Camil Ressu și cu activul M.H. Maxy, a adoptat o hotărâre de a absolvi pe cei ce erau în curs de judecare și de a reduce din pedepsele celor epurați. De diverse reduceri au beneficiat Gheorghe Vânătoru, Nicolae Brana, Alexandru Mazilescu, Horia Boicescu, Oscar Han, Lucia Dem. Bălășescu, Puiu Anastasescu ș.a.

## Dizolvarea definitivă a SAF
Dizolvarea definitivă a SAF s-a produs practic la 20 octombrie 1950, când a fost convocată o adunare a foștilor membri ai Sindicatului, spre a adopta Statutul Artiștilor Plastici. Prin Decretul nr. 226 din 25 decembrie 1950, Uniunea Artiștilor Plastici din România (UAP) era recunoscută ca persoană juridică, iar SAF se dizolva, patrimoniul său fiind preluat de UAP. Cu această ocazie, Boris Caragea a fost ales președinte, iar Gheorghe Labin a devenit secretar general al UAP.